# Scalidognathus radialis
Scalidognathus radialis là một loài nhện trong họ Idiopidae.
Loài này thuộc chi Scalidognathus. Scalidognathus radialis được Octavius Pickard-Cambridge miêu tả năm 1869.